# Мессик, Дон
Дон Ме́ссик (англ. Don Messick; 7 сентября 1926, Буффало, Нью-Йорк — 24 октября 1997, Салинас, Калифорния) — американский актёр озвучивания, несколько десятилетий работавший на мультстудию Hanna-Barbera. За 47 лет карьеры озвучил тысячи персонажей в примерно 300 мультфильмах и мультсериалах. 22 года озвучивал Скуби-Ду.

## Биография
Дональд Эрл Мессик родился 7 сентября 1926 года в городе Буффало (штат Нью-Йорк, США). Отца звали Бинфорд Эрл Мессик, он был рабочий; мать — Лина Бёрч, младшего брата — Том. Вскоре после рождения Дональда семья переехала в город Балтимор (штат Мэриленд), где поселилась в квартале Болтон-Хилл. Именно там подросток, почувствовавший влечение к исполнительскому искусству, окончил «Школу актёрского мастерства на Рамзи-стрит».
Сначала Мессик хотел стать чревовещателем и даже какое-то время выступал в этом качестве в конце 1940-х — начале 1950-х годов. В возрасте 15 лет Мессик выступил перед менеджером программы и главным диктором радиостанции WBOC в городе Солсбери, и получил собственное еженедельное шоу, в котором подросток озвучил всех персонажей и половину звуковых эффектов, а также стал сценаристом. Через год Мессик устроился работать на радиостанцию WCAO в Балтиморе. Примерно в это время погиб его отец: он с двумя коллегами снимал флагшток со здания, и тот соприкоснулся с электрическими проводами.
В 1944 году Мессик был призван в армию, служил в войсках Специальных служб (развлечений для военнослужащих), заключив контракт на 20 месяцев. После окончания службы Мессик вернулся в США, в Лос-Анджелес, где устроился работать на одну из радиостанций крупной известной сети Mutual Broadcasting System. Там его ждал крупный успех — он озвучивал Тряпичного Энди в «Шоу Тряпичной Энни».
В 1949 году Мессика пригласил к себе поработать над озвучиванием мультфильмов о Друпи известный мультипликатор Текс Эйвери — эту рекомендацию ему дал актёр озвучивания Доуз Батлер.
Мессик был очень талантливым актёром: как утверждает ресурс newsfromme.com, он «мог сыграть шестилетнего мальчика, дряхлого восьмидесятилетнего старика, дерзкого ирландского полицейского, грузчика с хриплым голосом, истеричного подростка в период полового созревания, хнычущего русского царя и пьяного лхасского апсо с сильным заиканием. И он мог играть на всех сразу, спорящих друг с другом, где каждый голос перебивал следующий»; «никто никогда не нанимал Дона Мессика для озвучивания одного персонажа. Так что если он озвучивал одного персонажа в мультсериале, то, вероятно, озвучивал ещё полдюжины других. Кроме того, режиссёры часто использовали его в качестве „дикой карты“, давая Мессику роли второго плана, так что его можно было услышать в сотнях мультсериалов, где он не играл главных персонажей».
В сентябре 1996 года Мессик перенёс инсульт и поэтому окончил карьеру актёра.
В 1997 году у него случился второй инсульт, от которого Мессик и умер 24 октября того же года. Смерть случилась в городе Салинас (штат Калифорния), актёру был 71 год.
Память и признание

В 1998 году вышел мультфильм «Скуби-Ду на острове мертвецов», в титрах он имеет This film is dedicated to Don Messick — the original voice of Scooby-Doo (с англ. — «Этот фильм посвящён Дону Мессику — оригинальному голосу Скуби-Ду»).

В 2020 году вышел мультфильм «Скуби-Ду» в котором присутствуют архивные записи смеха Мессика, а также одна из локаций носит название «гора Мессик».
Личная жизнь

10 октября 1953 года Мессик женился на женщине, не связанной ни с кинематографом ни с телевидением, по имени Хелен МакХью. Брак продолжался 44 года до самой смерти актёра.

## Награды
- 1990 — Премия Уинзора Маккея

## Фильмография (озвучивание)
В данный раздел также включены шоу и фильмы с совмещением игрового кино и анимации

¶ — означает «в титрах не указан»

### Полнометражные[7]мультфильмы
- 1964 — Привет, я — медведь Йоги / Hey There, It's Yogi Bear! — Бу-Бу[англ.] • Рейнджер Смит[англ.] • ещё 6 персонажей
- 1966 — Алиса в Стране чудес, или Что такое милое дитя как ты делает в таком месте как это?[англ.] / Alice in Wonderland or What’s a Nice Kid like You Doing in a Place like This? — Соня • Пушок
- 1966 — Человек, которого зовут Флинтстоун / The Man Called Flintstone — 4 персонажа
- 1972 — Возвращение в страну Оз[англ.] / Journey Back to Oz — Тотошка, собака ¶
- 1973 — Паутина Шарлотты / Charlotte's Web — 4 персонажа
- 1976 — Оленёнок Рудольф и маленький Новый Год[англ.] / Rudolph's Shiny New Year — семь гномов[англ.] • ещё 3 персонажа
- 1977 — Хоббит / The Hobbit — Балин • ещё 6 персонажей
- 1977 — Рождество Флинтстоунов[англ.] / A Flintstone Christmas — второстепенные персонажи
- 1979 — Рождество в июле Рудольфа и Фрости[англ.] / Rudolph and Frosty's Christmas in July — клоуны • ещё 3 персонажа
- 1979 — Флинтстоуны встречают Рокулу и Франкенстоуна / The Flintstones Meet Rockula and Frankenstone — Игорь
- 1979 — Джек Фрост[англ.] / Jack Frost — Снип
- 1979 — Скуби-Ду едет в Голливуд[англ.] / Scooby Goes Hollywood — Скуби-Ду
- 1980 — Возвращение короля / The Return of the King — король Теоден • истерлинги • Голос Саурона
- 1980 — Первое Рождество Йоги[англ.] / Yogi's First Christmas — Бу-Бу[англ.] • Рейнджер Смит[англ.] • отшельник Герман
- 1982 — Полёт драконов / The Flight of Dragons — эльф Жиль • Ло Тай Чжао, жёлтый маг
- 1982 — Последний единорог / The Last Unicorn — второстепенные персонажи
- 1986 — Трансформеры / The Transformers — Падальщик
- 1987 — Великий побег Мишки Йоги[англ.] / Yogi’s Great Escape — Бу-Бу[англ.] • Рейнджер Смит[англ.]
- 1987 — Скуби-Ду встречает Братьев Бу / Scooby-Doo Meets the Boo Brothers — Скуби-Ду • Скрэппи-Ду
- 1987 — Джетсоны встречают Флинтстоунов[англ.] / The Jetsons Meet the Flintstones — Астро[англ.] • ещё 5 персонажей
- 1987 — Медведь Йоги и волшебный полёт гуся-щёголя[англ.] / Yogi Bear and the Magical Flight of the Spruce Goose — Бу-Бу • Мамбли
- 1988 — Хороший, Плохой и пёс Хакльберри[англ.] / The Good, the Bad, and Huckleberry Hound — Бу-Бу • рассказчик за кадром
- 1988 — Рок с Джуди Джетсон[англ.] / Rockin' with Judy Jetson — Астро[англ.]
- 1988 — Скуби-Ду и Школа вампиров / Scooby-Doo and the Ghoul School — Скуби-Ду • Скрэппи-Ду
- 1988 — Скуби-Ду и упорный оборотень / Scooby-Doo! and the Reluctant Werewolf — Скуби-Ду • Скрэппи-Ду
- 1988 — Медведь Йоги и вторжение космических медведей[англ.] / Yogi and the Invasion of the Space Bears — Бу-Бу[англ.] • Рейнджер Смит[англ.]
- 1990 — Семья Джетсонов[англ.] / Jetsons: The Movie — Астро
- 1992 — Том и Джерри / Tom and Jerry — Друпи
- 1993 — Флинтстоуны: Ябба-Дабба-Ду![англ.] / I Yabba-Dabba Do! — полицейский
- 1993 — Золотое приключение Джонни Квеста[англ.] / Jonny's Golden Quest — доктор Бентон Си. Квест • Бандит, щенок бульдога
- 1993 — Флинтстоуны: Баю-бай, голливудская крошка[англ.] / Hollyrock-a-Bye Baby — 3 персонажа
- 1994 — Пасхальный медведь Йоги[англ.] / Yogi the Easter Bear — Бу-Бу[англ.] • Рейнджер Смит[англ.]
- 1994 — Скуби-Ду! Ночи Шахерезады[англ.] / Scooby-Doo! in Arabian Nights — Скуби-Ду • Бу-Бу
- 1994 — Рождественский гимн Флинтстоунов[англ.] / A Flintstones Christmas Carol — Бамм-Бамм Раббл[англ.] • Джо Каменная Голова
- 1995 — Джонни Квест против кибернасекомых[англ.] / Jonny Quest vs. The Cyber Insects — доктор Бентон Квест

### Короткометражные мультфильмы и мультсериалы
- 1949 — Дом завтрашнего дня[англ.] / The House of Tomorrow — рассказчик за кадром (Pressure Cooker Blackout) ¶
- 1957—1960 — Шоу Раффа и Редди[англ.] / The Ruff and Reddy Show — Рафф • ещё ок. 10 персонажей (в 156 эпизодах)
- 1958—1961 — Шоу Пса Хакльберри[англ.] / The Huckleberry Hound Show — ок. 65 персонажей (в 58 эпизодах)
- 1959—1961 — ? / The Quick Draw McGraw Show — ок. 50 персонажей (в 25 эпизодах)
- 1959—1962 — Снупер и Блаббер[англ.] / Snooper and Blabber — ок. 55 персонажей (в 27 эпизодах)
- 1960—1961 — Оги Догги и Догги Дадди[англ.] / Augie Doggie and Doggie Daddy — более 10 персонажей (в 7 эпизодах)
- 1960—1966 — Флинтстоуны / The Flintstones — Бамм-Бамм Раббл[англ.] • ещё около 45 персонажей (в 85 эпизодах[англ.])
- 1961 — ? / Hokey Wolf — более 10 персонажей (в 8 эпизодах)
- 1961 — Шоу Мишки Йоги / The Yogi Bear Show — Бу-Бу[англ.] • Рейнджер Смит[англ.] • ещё более 20 персонажей (в 33 эпизодах[англ.])
- 1961—1962 — Топ Кэт[англ.] / Top Cat — ок. 30 персонажей (в 13 эпизодах)
- 1962 — Шоу Элвина / The Alvin Show — 13 персонажей (в 4 эпизодах)
- 1962—1963 — Черепаха Туше и Дум Дум[англ.] / Touché Turtle and Dum Dum — ок. 40 персонажей (в 25 эпизодах)
- 1962—1963 — Новые мульт-серии Hanna-Barbera[англ.] / The Hanna-Barbera New Cartoon Series — около 100 персонажей (в 52 эпизодах)
- 1962—1963 — Аллигатор Уолли[англ.] / Wally Gator — ок. 65 персонажей (в 53 эпизодах)
- 1962—1963 — Лев Липпи и Харди Хар Хар[англ.] / Lippy the Lion and Hardy Har Har — ок. 40 персонажей (в 28 эпизодах)
- 1962—1987 — Джетсоны / The Jetsons — Астро[англ.] • ещё ок. 70 персонажей (в 72 эпизодах[англ.])
- 1964—1965 — Джонни Квест / Jonny Quest — более 15 персонажей (в 26 эпизодах)
- 1964—1966 — Шоу Питера Потамуса[англ.] / The Peter Potamus Show — Соу-Соу • Гай Юлий Цезарь (в 27 эпизодах)
- 1964—1966 — ? / Ricochet Rabbit & Droop-a-Long — кролик Рикошет • ещё 14 персонажей (в 23 эпизодах)
- 1964—1966 — Шоу гориллы Магиллы[англ.] / The Magilla Gorilla Show — более 20 персонажей (в 10 эпизодах)
- 1965—1966 — Драгоценный Щенок[англ.] / Precious Pupp — Драгоценный Щенок (в 26 эпизодах)
- 1965—1966 — Шоу тайного агента Сквиррела[англ.] / Secret Squirrel — около 40 персонажей (в 18 эпизодах)
- 1966 — ? / The Hillbilly Bears — Лохматый, медвежонок (в 13 эпизодах)
- 1966 — Йиппи, Яппи и Яху[англ.] / Yippee, Yappee and Yahooey — королевский глашатай (в эпизоде Eviction Capers)
- 1966 — Лорел и Харди[англ.] / Laurel and Hardy — второстепенные персонажи (в 26 эпизодах)
- 1966—1967 — Франкенштейн–мл. и Невозможные[англ.] / Frankenstein Jr. and The Impossibles — 8 персонажей (в 18 эпизодах)
- 1966—1968 — Космический призрак / Space Ghost — 4 персонажа (в 20 эпизодах)
- 1967 — Фантастическая четвёрка / The Fantastic Four — Куррго (в эпизоде Prisoners of Planet X)
- 1967 — ? / Moby Dick and Mighty Mightor — Скуби, тюлень (в 6 эпизодах)
- 1967 — Геркулоиды / The Herculoids — Глуп и Глип, бесформенные существа (в 10 эпизодах)
- 1967 — Шаззен / Shazzan — Кабуби (в 10 эпизодах)
- 1968 — Три мушкетёра[англ.] / The Three Musketeers — Арамис • Людовик XIV (в 18 эпизодах)
- 1968—1969 — Безумные гонки[англ.] / Wacky Races — Маттли[англ.] • ещё 5 персонажей (в 17 эпизодах)
- 1968—1969 — Аравийские рыцари[англ.] / Arabian Knights — Зазуум, ослик • Сентри (в 18 эпизодах)
- 1968—1969 — Приключения Гулливера[англ.] / The Adventures of Gulliver — Игер, лилипут • Тэгг, собака Гэри Гулливера (в 13 эпизодах)
- 1968—1969 — Новые приключения Гекльберри Финна[англ.] / The New Adventures of Huckleberry Finn — 5 персонажей (в 3 эпизодах)
- 1969 — Вокруг света за 79 дней[англ.] / Around the World in 79 Days — Хоппи, подросток-репортёр • Смерки, ручная обезьянка (в 17 эпизодах)
- 1969—1970 — Дастардли и Маттли и их летающие машины[англ.] / Dastardly and Muttley in Their Flying Machines — 8 персонажей (в 17 эпизодах)
- 1969—1970 — Опасности для Пенелопы Питстоп[англ.] / The Perils of Penelope Pitstop — 4 персонажа (в 7 эпизодах)
- 1969—1970 — Сабрина — маленькая ведьма[англ.] / Sabrina the Teenage Witch — более 5 персонажей (в 23 эпизодах)
- 1969—1978 — Скуби-Ду, где ты! / Scooby-Doo, Where Are You! — Скуби-Ду • ещё ок. 35 персонажей (в 26 эпизодах[англ.])
- 1970 — Доктор Дулиттл[англ.] / Doctor Dolittle — разнообразные животные (в 11 эпизодах)
- 1970—1971 — Джози и кошечки[англ.] / Josie and the Pussycats — Себастиан, кот (в 16 эпизодах) ¶
- 1970—1975 — Лупи Де Луп[англ.] / Loopy De Loop — ок. 50 персонажей (в 33 эпизодах)
- 1971 — Помогите! Лохматые медведи![англ.] / Help!… It's the Hair Bear Bunch! — второстепенные персонажи (в 11 эпизодах)
- 1971—1972 — Шоу Пебблс и Бамм-Бамма[англ.] / The Pebbles and Bamm-Bamm Show — Шлепрок (в 16 эпизодах)
- 1971—1972 — ? / The Funky Phantom — 11 персонажей (в 17 эпизодах)
- 1972 — Удивительный Чан и клан Чана[англ.] / The Amazing Chan and the Chan Clan — 5 персонажей (в 16 эпизодах)
- 1972—1973 — Новые дела Скуби-Ду / The New Scooby-Doo Movies — Скуби-Ду • ещё ок. 25 персонажей (в 24 эпизодах)
- 1973 — Скоростной багги[англ.] / Speed Buggy — диктор-ведущий (в эпизоде Gold Fever)
- 1973 — Дюймовый детектив[англ.] / Inch High, Private Eye — Храброе Сердце, собака (в 13 эпизодах)
- 1973 — Банда Йоги[англ.] / Yogi's Gang — Мишка Бу-Бу • ещё ок. 10 персонажей (в 15 эпизодах)
- 1973 — Семейка Аддамс / The Addams Family — второстепенные персонажи (в 16 эпизодах)
- 1974 — Уилли и группа чопперов[англ.] / Wheelie and the Chopper Bunch — Скрэмблс • Рыбий Хвост, помощник шерифа (в 13 эпизодах)
- 1974 — Семейка Партридж, год 2200[англ.] / Partridge Family 2200 A.D. — Кен • инспектор Дуган (в 2 эпизодах)
- 1974 — Эти деньки[англ.] / These Are the Days — 4 персонажа (в 10 эпизодах)
- 1974 — Кунг-фу пёс[англ.] / Hong Kong Phooey — Спот • Хончо • Таинственный Маверик (в 3 эпизодах)
- 1976 — Чудо-пёс Динамит[англ.] / Dynomutt, Dog Wonder — Скуби-Ду (в 3 эпизодах)
- 1976 — Ябберджау[англ.] / Jabberjaw — второстепенные персонажи (в 16 эпизодах)
- 1976—1978 — Час Скуби-Ду и Чудо-пса Динамита[англ.] / The Scooby-Doo/Dynomutt Hour — Скуби-Ду • ещё 8 персонажей (в 40 эпизодах)
- 1976—1978 — Скуби-Ду Шоу / The Scooby-Doo Show — Скуби-Ду • ещё ок. 25 персонажей (в 40 эпизодах[англ.])
- 1977 — Нестор, длинноухий рождественский ослик[англ.] / Nestor, the Long-Eared Christmas Donkey — римский солдат
- 1977—1978 — Скуби-Ду: Забавные состязания «Всех мультсупер звёзд»[англ.] / Scooby's All-Star Laff-A-Lympics — Скуби-Ду • Бу-Бу (в 4 эпизодах)
- 1977—1980 — Капитан Кейвмэн и Юные Ангелы[англ.] / Captain Caveman and the Teen Angels — второстепенные персонажи (в 39 эпизодах)
- 1978 — Космическая гонка Йоги[англ.] / Yogi's Space Race — второстепенные персонажи (в 13 эпизодах)
- 1978 — Фантастическая четвёрка / The New Fantastic Four — Горгон • Дж. Дж. Колоссал (в 13 эпизодах)
- 1978 — Супердрузья[англ.] / Super Friends — 11 персонажей (в 16 эпизодах)
- 1978 — Пёс Динки[англ.] / Dinky Dog — второстепенные персонажи (в 16 эпизодах)
- 1978—1979 — Годзилла[англ.] / Godzilla — Годзуки (в 26 эпизодах)
- 1978—1979 — Попай и друзья[англ.] / The All New Popeye Hour — рассказчик за кадром (в 2 эпизодах)
- 1979 — Специальное предложение на выходные от ABC[англ.] / ABC Weekend Special — Оскар (в эпизоде The Horse That Played Centerfield)
- 1979 — Новое шоу Фреда и Барни[англ.] / The New Fred and Barney Show — Луи • Бамм-Бамм Раббл[англ.] (в 3 эпизодах)
- 1979 — Фред и Барни встречают Существо / Fred and Barney Meet the Thing — Бамм-Бамм Раббл
- 1979 — Первое Рождество Каспера[англ.] / Casper's First Christmas — Бу-Бу[англ.]
- 1979—1980 — Комедийно-приключенческое шоу Пластичного человека[англ.] / The Plastic Man Comedy/Adventure Show — второстепенные персонажи (в 16 эпизодах)
- 1979—1980 — Скуби и Скрэппи-Ду / Scooby-Doo and Scrappy-Doo — Скуби-Ду • Скрэппи-Ду
- 1980 — Команда Дракулы[англ.] / Drak Pack — Жаба • Муха (в 15 эпизодах)
- 1980—1981 — Шоу Богатенького Ричи и Скуби-Ду[англ.] / The Richie Rich/Scooby-Doo Show — Скуби-Ду • Скрэппи-Ду (в 21 эпизоде)
- 1980—1981 — Фонц и банда «Счастливые деньки»[англ.] / The Fonz and the Happy Days Gang — второстепенные персонажи (в 24 эпизодах)
- 1980—1981 — Хитклифф[англ.] / Heathcliff — мистер Пост (в 26 эпизодах)
- 1980—1983 — Скуби и Скрэппи-Ду[англ.] / Scooby-Doo and Scrappy-Doo — Скуби-Ду • Скрэппи-Ду
- 1981 — Космические звёзды[англ.] / Space Stars — Астро • Глуп и Глип[8]
- 1981 — Шоу коалы Квики[англ.] / The Kwicky Koala Show — Клайд — Сыромятная Плеть (в 3 эпизодах)
- 1981—1982 — Человек-паук / Spider-Man — Стервятник (в 26 эпизодах)
- 1981—1989 — Смурфики / The Smurfs — Папа Смурф • ещё ок. 10 персонажей (в 255 эпизодах)
- 1982 — Час Скуби-Ду, Скрэппи-Ду и Щенка Пити[англ.] / The Scooby & Scrappy-Doo/Puppy Hour — Скуби-Ду (в 5 эпизодах)
- 1982 — Рождественская шутка Медведя Йоги[англ.] / Yogi Bear's All Star Comedy Christmas Caper — Мишка Бу-Бу • Рейнджер Смит • Пикси
- 1983 — Субботний суперкейд[англ.] / Saturday Supercade — второстепенные персонажи (в 13 эпизодах)
- 1983—1984 — Новое шоу Скуби и Скрэппи-Ду[англ.] / The New Scooby and Scrappy-Doo Show — Скуби-Ду • Скрэппи-Ду • второстепенные персонажи (в 26 эпизодах)[9]
- 1984 — Утиная фабрика / The Duck Factory — Волли Вустер (в 13 эпизодах)
- 1984 — Могучие орботы[англ.] / Mighty Orbots — Кранч • Ронду (в эпизоде Magnetic Menace)
- 1984 — Дружная команда[англ.] / The Get Along Gang — ок. 25 персонажей (в 12 эпизодах)
- 1984—1985 — Розовая Пантера и сыновья[англ.] / Pink Panther and Sons — второстепенные персонажи (в 2 эпизодах)
- 1984—1986 — Трансформеры / The Transformers — более 10 персонажей (в 49 эпизодах)
- 1985 — Джо-солдат: Настоящий американский герой[англ.] / G.I. Joe: A Real American Hero — профессор (в эпизоде Lasers in the Night)
- 1985 — 13 призраков Скуби-Ду / The 13 Ghosts of Scooby-Doo — Скуби-Ду • Скрэппи-Ду • ещё 3 персонажа (в 13 эпизодах)
- 1985—1986 — Галтар и золотое копьё / Galtar and the Golden Lance — принц Пандат (в 21 эпизоде)
- 1985—1986 — ? / Paw Paws — ПаПух, щенок (в 21 эпизоде)
- 1985—1988 — Охота за сокровищами Йоги[англ.] / Yogi’s Treasure Hunt — Бу-Бу[англ.] • Маттли[англ.] • Рейнджер Смит[англ.] • ещё 2 персонажа (в 20 эпизодах)
- 1986—1987 — Джонни Квест / Jonny Quest — доктор Бентон Си. Квест • Бандит, щенок бульдога (в 13 эпизодах)
- 1986—1987 — Фуфур[англ.] / Foofur — Пип (в 16 эпизодах)
- 1986—1987 — Щенки из приюта 17[англ.] / Pound Puppies — щенок Красная Тревога • Скуби-Ду (в 14 эпизодах) ¶
- 1987 — Настоящие охотники за привидениями / The Real Ghostbusters — Уолт Флейшман (в эпизоде Who're You Calling Two-Dimensional?[англ.])
- 1987 — Попай и сын[англ.] / Popeye and Son — Юджин, джип • директор школы «Сладкая гавань» (в 8 эпизодах)
- 1987 — Утиные истории / DuckTales — отец Скруджа (в эпизоде Once Upon a Dime)
- 1988 — Новое шоу Медведя Йоги[англ.] / The New Yogi Bear Show — Мишка Бу-Бу • Рейнджер Смит (в 45 эпизодах)
- 1988—1989 — Фантастический Макс[англ.] / Fantastic Max — второстепенные персонажи (в 3 эпизодах)
- 1988—1991 — Щенок по кличке Скуби-Ду / A Pup Named Scooby-Doo — Скуби-Ду • второстепенные персонажи (в 27 эпизодах)
- 1989—1992 — Приключения мультяшек / Tiny Toon Adventures — ок. 25 персонажей (в 76 эпизодах[англ.])
- 1990 — Герои мультфильмов приходят на помощь / Cartoon All-Stars to the Rescue — Папа Смурф
- 1990—1993 — Приключения Дона Койота и Санчо Панды[англ.] / The Adventures of Don Coyote and Sancho Panda — Санчо Панда (в 33 эпизодах)
- 1990—1993 — Том и Джерри. Детские годы / Tom & Jerry Kids — Друпи • Мышь — Летучая мышь (в 21 эпизоде)
- 1991—1992 — Привет, Йоги![англ.] / Yo Yogi! — Бу-Бу • Маттли • ещё 3 персонажа (в 19 эпизодах)
- 1992 — Шоу Плаки Дака[англ.] / The Plucky Duck Show — Хэмтон Дж. Поросёнок • диктор из громкоговорителя (в 12 эпизодах)
- 1993 — Чокнутый / Bonkers — мэр (в эпизоде The Good, the Bad, and the Kanifky[англ.])
- 1993—1994 — Гарфилд и его друзья / Garfield and Friends — 5 персонажей (в 7 эпизодах[англ.])
- 1993—1994 — Детектив Друпи / Droopy, Master Detective — Друпи (в 4 эпизодах)
- 1995 — Два глупых пса / 2 Stupid Dogs — капрал (в эпизоде Cartoon Canines)
- 1995 — Фриказоид! / Freakazoid! — доктор Вернон Опасность (в эпизоде Toby Danger in Doomsday Bet[англ.])
- 1996 — Невероятные приключения Джонни Квеста[англ.] / The Real Adventures of Jonny Quest — доктор Бентон Квест (в 4 эпизодах) ¶

### Не-анимационные фильмы, сериалы и шоу
- 1968—1970 — Банана-Сплитс / The Banana Splits — 6 персонажей (в 13 эпизодах)
- 1970 — Странные вещи[англ.] / Pufnstuf — Фредди, флейта • Гуги, суслик • Орсон, ястреб
- 1971 — Штамм «Андромеда» / The Andromeda Strain — сигнал тревоги ¶
- 1979 — Собачья охранная система дома[англ.] / C.H.O.M.P.S. — диктор на ТВ • хихиканье собаки во время титров ¶

### Компьютерные игры
- 1992 — King’s Quest VI: Heir Today, Gone Tomorrow — Али • гномы
- 1995 — Scooby-Doo Mystery — Скуби-Ду

### Парки развлечений, реклама
- 1990—2002 — The Funtastic World of Hanna-Barbera[англ.] — Бу-Бу[англ.] • Маттли[англ.] • Скуби-Ду
- 1995 — реклама хлопьев Pebbles[англ.] — Бамм-Бамм Раббл[англ.]

## Фильмография (роли «вживую»)
- 1971 — Бриллианты навсегда / Diamonds Are Forever — конферансье в казино «Цирк, цирк» ¶

## Официальные голоса мультперсонажей
| Персонаж        | Годы озвучивания | Предшественник | Преемник                  |
| --------------- | ---------------- | -------------- | ------------------------- |
| Мишка Бу-Бу     | 1958—1994        | нет            | Билли Уэст                |
| Рейнджер Смит   | 1959—1994        | Доуз Батлер    | Грег Бёрсон               |
| Астро           | 1962—1990        | нет            | Уолли Уингерт             |
| Бамм-Бамм Раббл | 1963—1996        | нет            | нет                       |
| Маттли          | 1968—1991        | нет            | Билли Уэст                |
| Скуби-Ду        | 1969—1996        | нет            | Хэдли Кэй                 |
| Скрэппи-Ду      | 1980—1988        | Ленни Уэйнриб  | Скотт Иннес               |
| Папа Смурф      | 1981—1990        | нет            | Билл Капицци, Майкл Сорич |